# El misterio del convento
El misterio del convento (Il mistero del convento) es una película porno italiana de 1993 producida por Salieri Films.  

## Sinopsis
En mayo de 1944, en las postrimerías de la II Guerra Mundial, un pelotón italiano extraviado y desarmado decide guarecerse en un convento de monjas. Allí descubren que un oficial del ejército se beneficia de su condición para mantener relaciones sexuales con los miembros de la orden. 
El mando del pelotón italiano, cuya profesión antes del inicio de la guerra era crítico de arte, descubre que el convento posee una obra pictórica valiosa de Piero della Francesca. 

## Reparto
- Deborah Wells: madre superiora relegada
- Christoph Clark: oficial estadounidense
- Andrea Valentel: monja
- Micaela Torrisi
- Kelly Brock
- Daniela Pancaldi
- Emanuela Sarno
- Lory Sebastian
- Mauro Riva
- Franco D'Alessi: jefe del pelotón italiano, crítico de arte
- Giacomo Sabelli: soldado
- Nicola Sabelli
- Eva Henger: en los créditos aparece como Eva Sodiesky
- Magdalena Lynn: nueva madre superiora, alemana. En los créditos como Nicky Ranieri.[1] Actriz sin intervención sexual.[2]

## Escenas
Aquí se detalla la participación de los actores y actrices organizados por escenas.
| Escena | Participantes                                            | Modalidad sexual                             |
| ------ | -------------------------------------------------------- | -------------------------------------------- |
| 1      | Deborah Wells y Christoph Clark                          | felación                                     |
| 2      | Angela Ambrus, Lady Berlín y Christoph Clark             | anal                                         |
| 3      | Eva Henger, Katia Grimaldi y Christoph Clark             | fetichismo, felación, anal y facial.         |
| 4      | Andrea Valentel y Christoph Clark                        | voyeurismo, anal y felación                  |
| 5      | Angela Ambrus, Eva Henger, Lady Berlín y Christoph Clark | sexo grupal, felación, anal                  |
| 6      | Kathy Marceau y Christoph Clark                          | masturbación, magreo, anal                   |
| 7      | Andrea Valentel y Christoph Clark                        | felación, anal y masturbación con los pechos |